# Петренчук Максим Ігорович
Максим Ігорович Петренчук (нар. 25 травня 1992) — український волейболіст, Майстер спорту України. Учасник Літніх Паралімпійських ігор 2016 року.
Займається у секції волейболу Харківського регіонального центру «Інваспорт».
Посів 4 місце у чемпіонаті Європи (чоловіки) 2015 року у м. Варендорф (Німеччина).